# Cleora tangens
Cleora tangens är en fjärilsart som beskrevs av Barend J. Lempke 1952. Cleora tangens ingår i släktet Cleora och familjen mätare. Inga underarter finns listade i Catalogue of Life.